# 东江道站
东江道站是天津地铁11号线的地铁站，位于中华人民共和国天津市河西区东江道与微山路交叉口西侧，于2023年12月28日开通。本站曾为11号线西端终点站。

## 车站结构

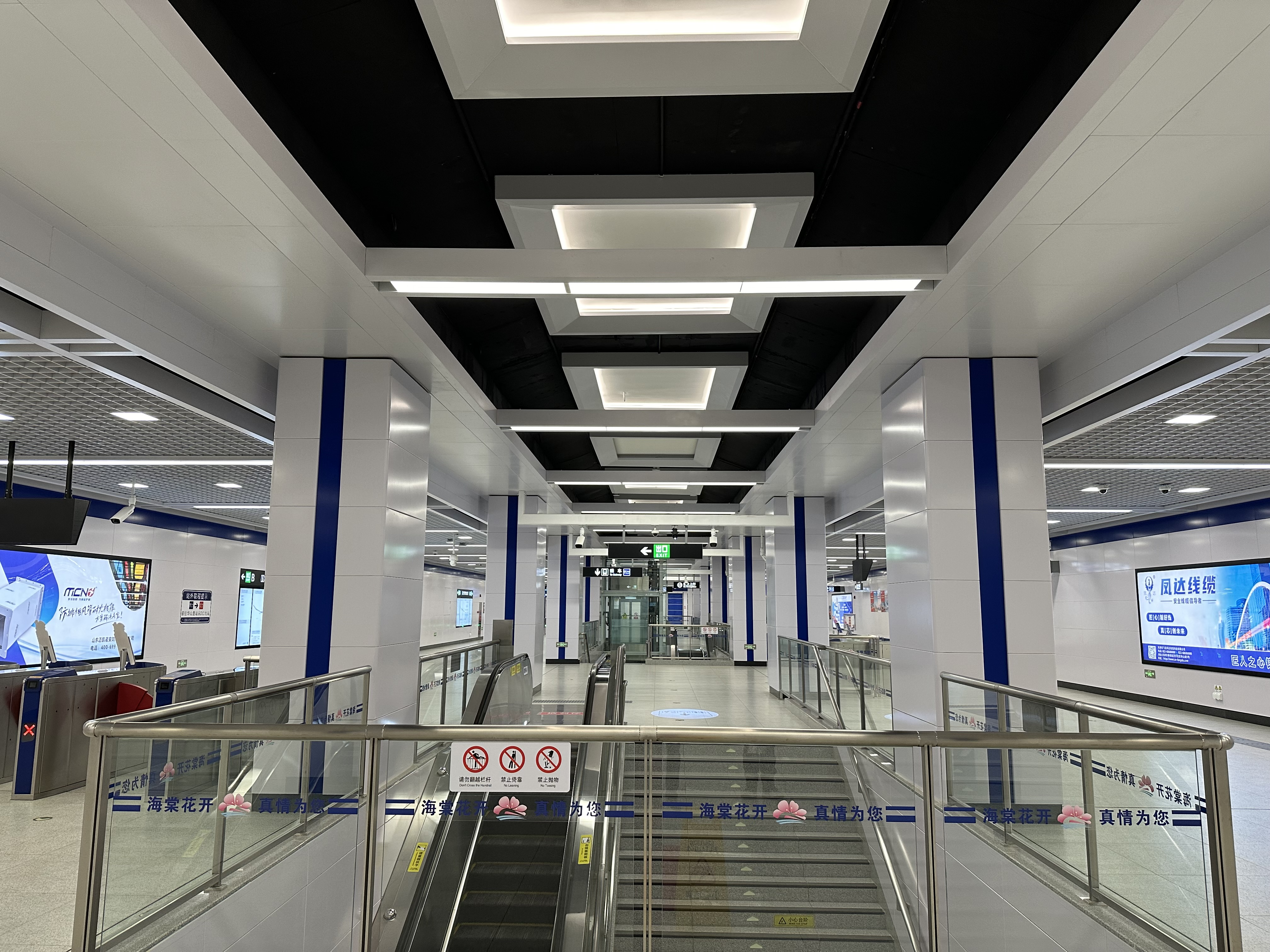
站厅

东江道站位于东江道与微山路交叉口西侧，沿东江道设置，呈东西走向，为地下两层岛式站台车站，车站长301.05米，车站地下一层为站厅层，地下二层为站台层，站台设置全高站台门。车站西侧设有一条单渡线，本站为终点站期间供列车折返使用。
| 地面              | 出入口 | B、D出入口 |
| 地下一层          | 站厅   | 客服中心、自动售票机、验票机                                                                                          |
| 地下二层          | 站台   | \| \| \| █ 11号线往水上公园西路（陈塘） \| \| 島式 · 開左邊车门 \| \| \| \| \| \| █ 11号线往东丽六经路（学苑北路） \| |
|                   |        | █ 11号线往水上公园西路（陈塘）                                                                                        |
| 島式 · 開左邊车门 |        | |
|                   |        | █ 11号线往东丽六经路（学苑北路）                                                                                      |

## 车站出口
东江路站目前开放2个出入口，各出口及周围设施如下所示：
|                                      |      |        |                      |
| 出口编号                             | 照片 | 地点   | 可到达目的地         |
| 出口 · B · 扶手电梯标志              |      | 微山路 | 中交融成             |
| 出口 · D · 升降机标志 · 扶手电梯标志 |      | 东江道 | 四季馨园，新会道小学 |
| 註： 設有 \| 設有扶手電梯            |      |        |                      |

## 换乘交通
| 公共汽车线路 \| 编号 \| 编号 \| 线路 \| 线路 \| 线路 \| 收费 \| 运营商 \| 备注 \| \| ---- \| ---- \| -------------- \| ---- \| ------------ \| ---- \| ---------- \| --------------- \| \| \| 93 \| 中心公园 \| ⇆ \| 双马公交站 \| 2元 \| 公交二公司 \| 合并原 693、823 \| \| \| 623 \| 李明庄公交站 \| ⇆ \| 双水道公交站 \| 2元 \| 公交四公司 \| \| \| \| 631 \| 水木天成公交站 \| ⇆ \| 双马公交站 \| 2元 \| 公交三公司 \| \| |      |                |      |              |      |            |                 |
| 编号 | 编号 | 线路           | 线路 | 线路         | 收费 | 运营商     | 备注            |
| | 93   | 中心公园       | ⇆    | 双马公交站   | 2元  | 公交二公司 | 合并原 693、823 |
| | 623  | 李明庄公交站   | ⇆    | 双水道公交站 | 2元  | 公交四公司 |                 |
| | 631  | 水木天成公交站 | ⇆    | 双马公交站   | 2元  | 公交三公司 |                 |

| 编号 | 编号 | 线路           | 线路 | 线路         | 收费 | 运营商     | 备注            |
| ---- | ---- | -------------- | ---- | ------------ | ---- | ---------- | --------------- |
|      | 93   | 中心公园       | ⇆    | 双马公交站   | 2元  | 公交二公司 | 合并原 693、823 |
|      | 623  | 李明庄公交站   | ⇆    | 双水道公交站 | 2元  | 公交四公司 |                 |
|      | 631  | 水木天成公交站 | ⇆    | 双马公交站   | 2元  | 公交三公司 |                 |

### 站外联程优惠
本站与1号线华山里站相距约200米，但未设置换乘车站。两站出站换线联程时，在不更换乘车介质的情况下30分钟内可减1元。

## 历史
本站工程名与正式站名均为东江道站，以车站所处的东江道命名。
- 2021年4月24日，车站主体结构封顶[4]。
- 2023年12月28日，车站随11号线一期东段通车开通[1]，为西端终点站。
- 2024年12月28日，11号线一期全线开通，车站不再为日常运营终点站[5]。